# Zamorac (jelo)
Cuy chactao je tradicionalno jelo koje potječe iz peruanske kuhinje. U regiji Anda se Cuy, koji je u biti zamorac, počeo jesti još 900 godina pr. Kr. kao jelo bogato različitim proteinima. Recept spravljanja ovog jela prenošen je s koljena na koljeno, a prvenstveno se na ovaj način priprema u oblasti Arequipe. Zamorac se priprema na sličan način kao zec. Meso se začini različitim začinima, gdje važnu ulogu igra Cayenne papar. Tako odstoji nekoliko sati da bi meso upilo te začine a onda se peče u tavi prekrivenoj ravnim kamenom. Servira se na tanjur bez rezanja i komadanja, zajedno s glavom. Prilog je obično krumpir, kojeg u Peruu ima nekoliko desetine različitih vrsta, i salsom criolla. U nekim drugim oblastima zamorac se priprema na ražnju i poslužuje se s prilogom koji izgleda kao žganjci. 
U posljednje vrijeme ovo jelo postaje turistička atrakcija i servira se s priborom za jelo, iako se originalno jede samo rukama.